# Convento di Monte Oliveto

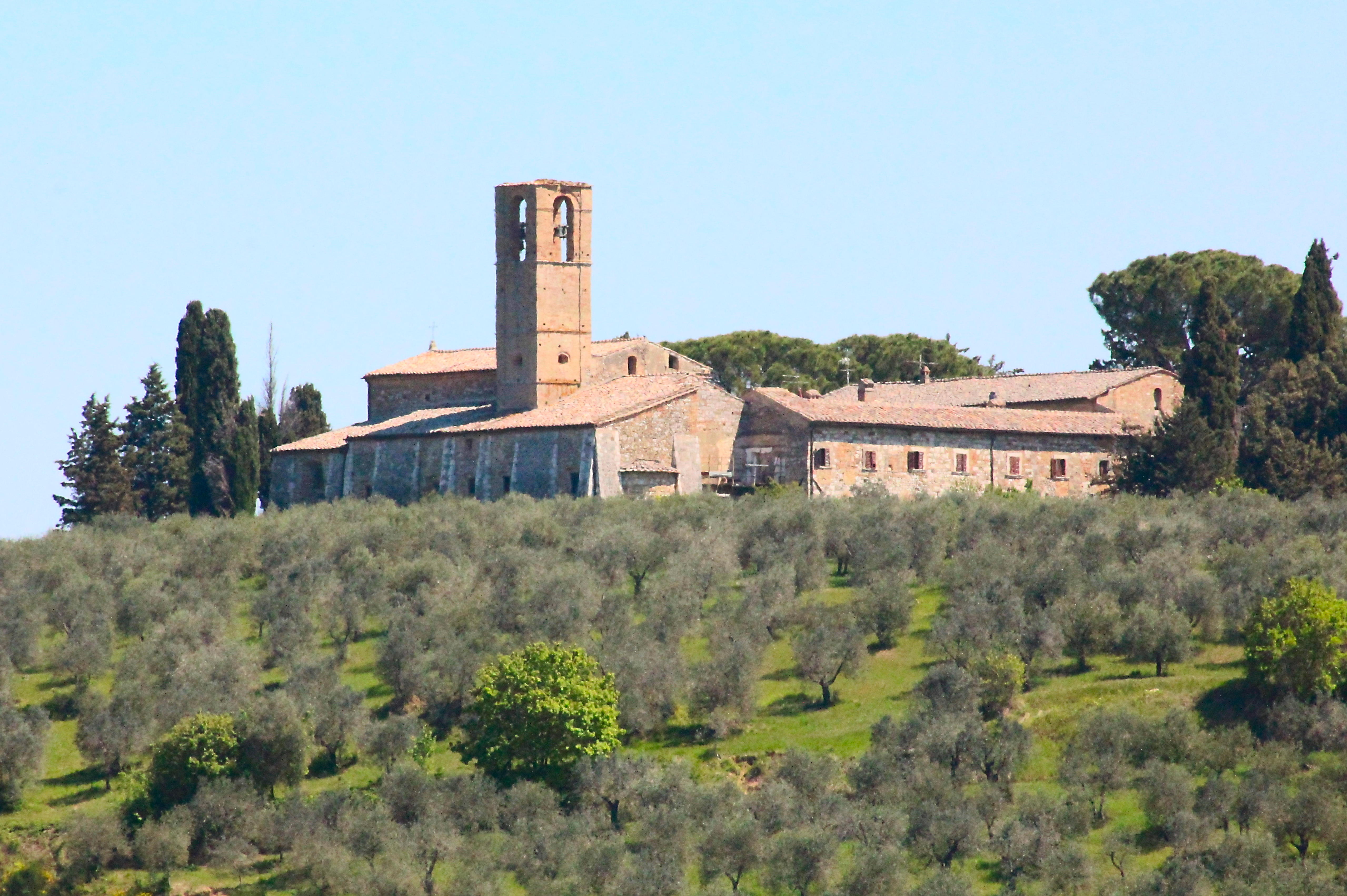
Vista del monastero

Il monastero di Santa Maria Assunta a Monte Oliveto Minore, noto anche come convento di Monte Oliveto, è un complesso religioso situato in località Monteoliveto, presso Santa Lucia, nel comune di San Gimignano, in provincia di Siena.

## Storia
Il complesso venne fondato nel 1340 e poi quindi ingrandito nel 1458.

## Descrizione

### L'esterno
La chiesa mostra una facciata in pietra con in basso un portico su colonne; nella lunetta del portale è collocato un affresco attribuito a Vincenzo Tamagni raffigurante la Madonna con due monaci.

### L'interno
L'interno, a una navata con cappelle laterali, è coperto con volta a crociera decorata con stucchi barocchi del 1698. A fianco del coro, dov'è posta la tomba del maestro Antonio Salvi (1411), si eleva la sagrestia con preziosi arredi rinascimentali.

### Il chiostro
A sinistra della chiesa è il chiostro quattrocentesco con, su tre lati, un portico ad arcate su colonne.
Nel lato di fronte all'accesso, un affresco con Crocifissione dipinto nel 1466 dalla bottega di Benozzo Gozzoli.

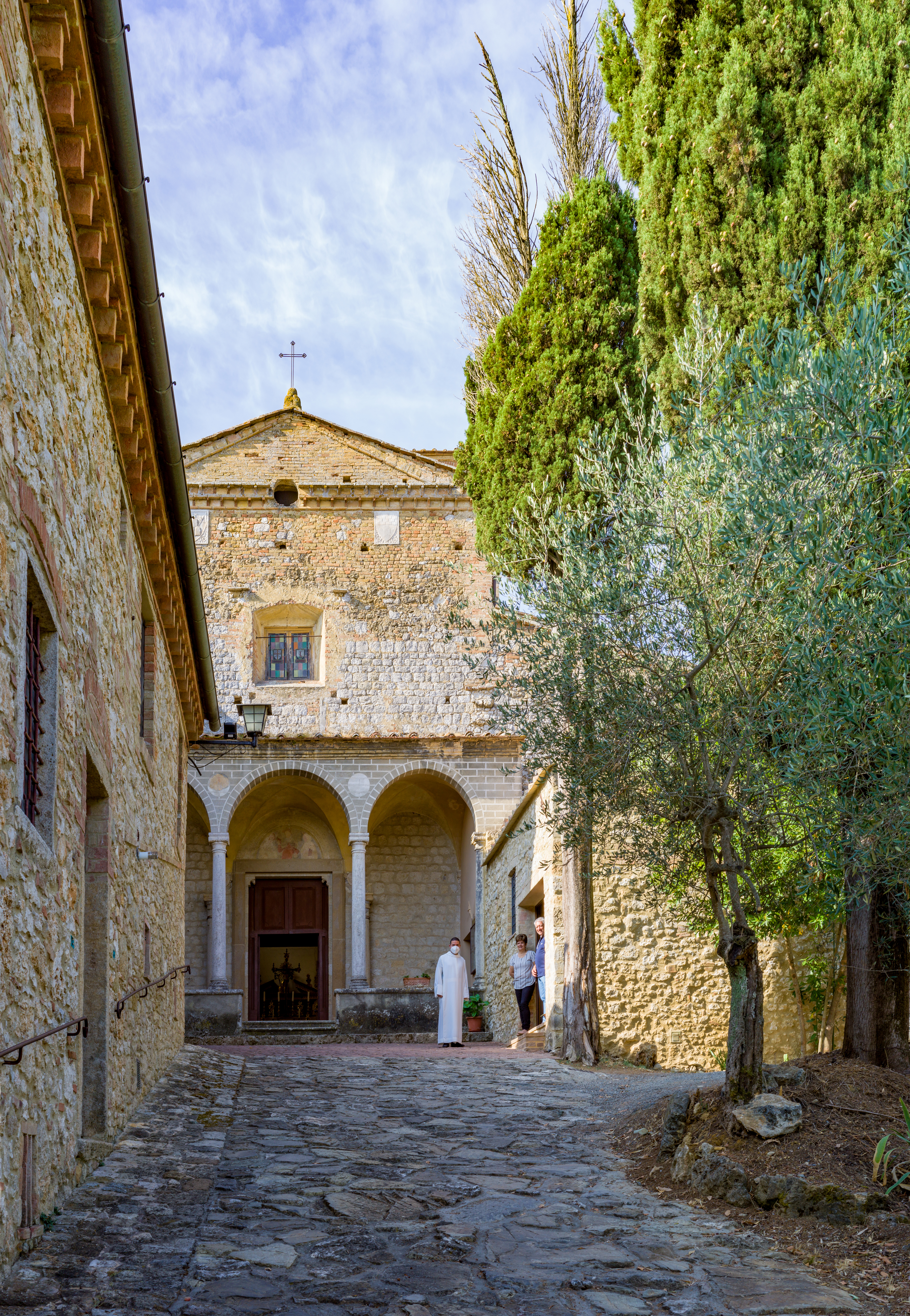
Ingresso della chiesa.
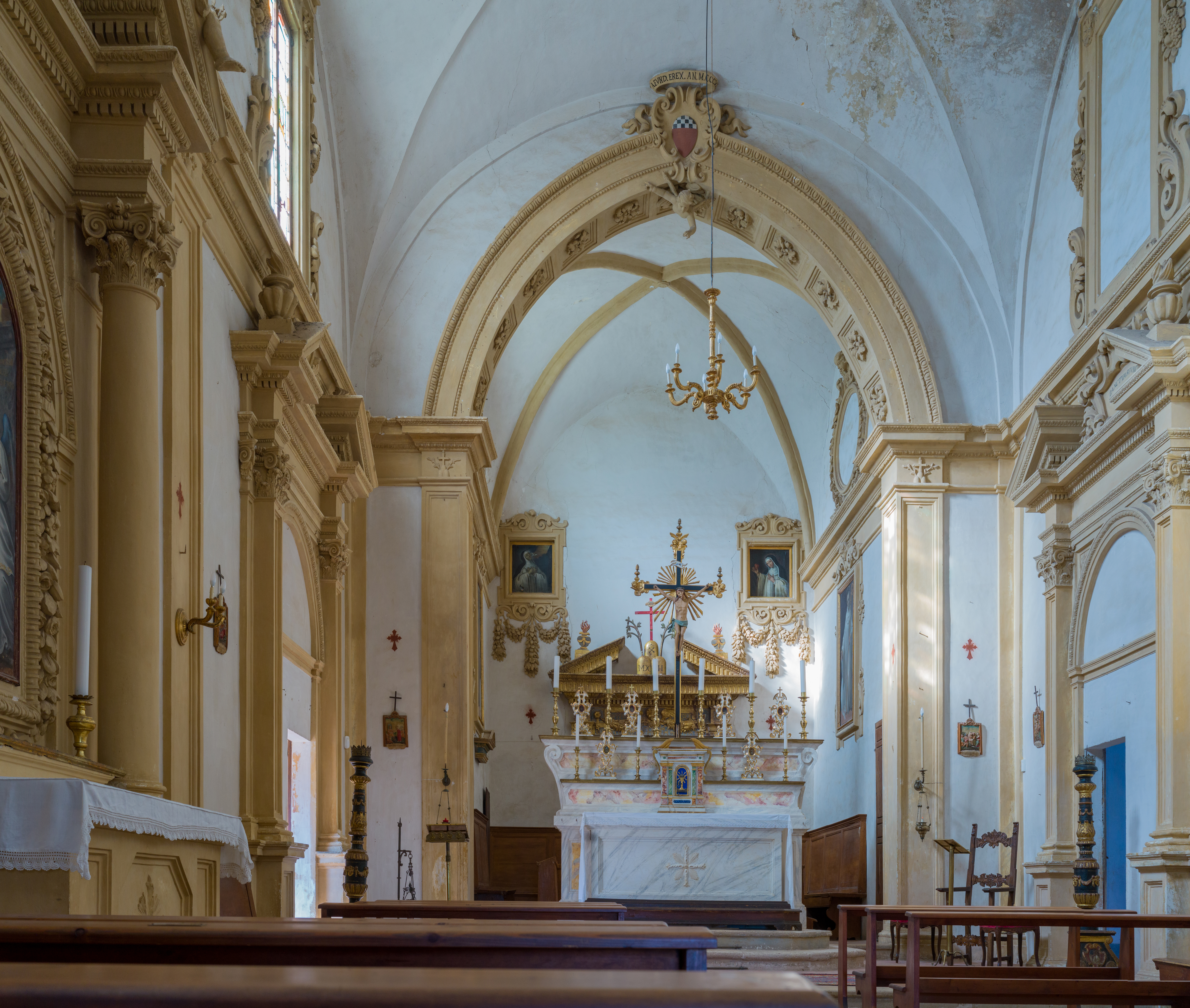
Interno della chiesa.
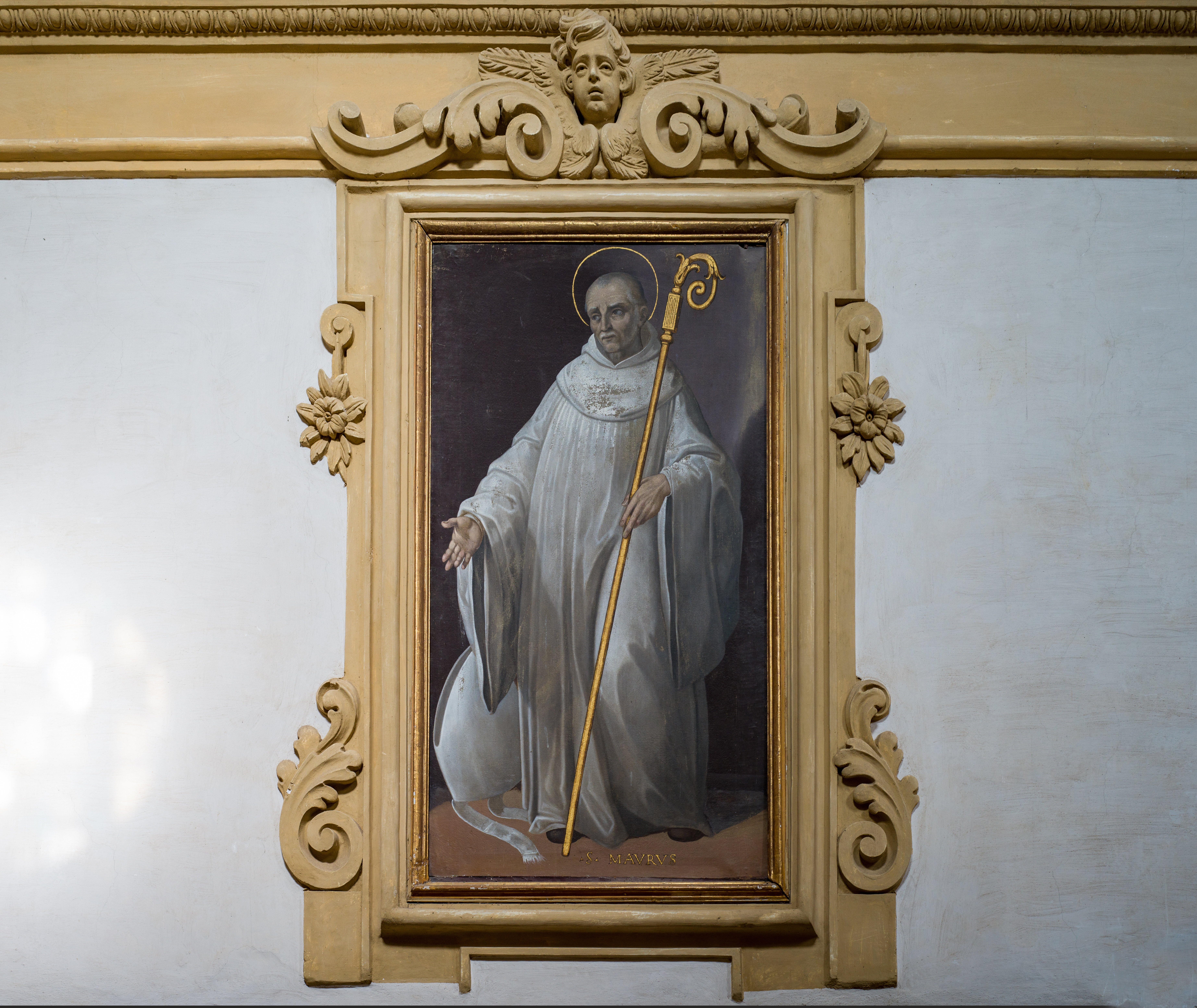
San Mauro.
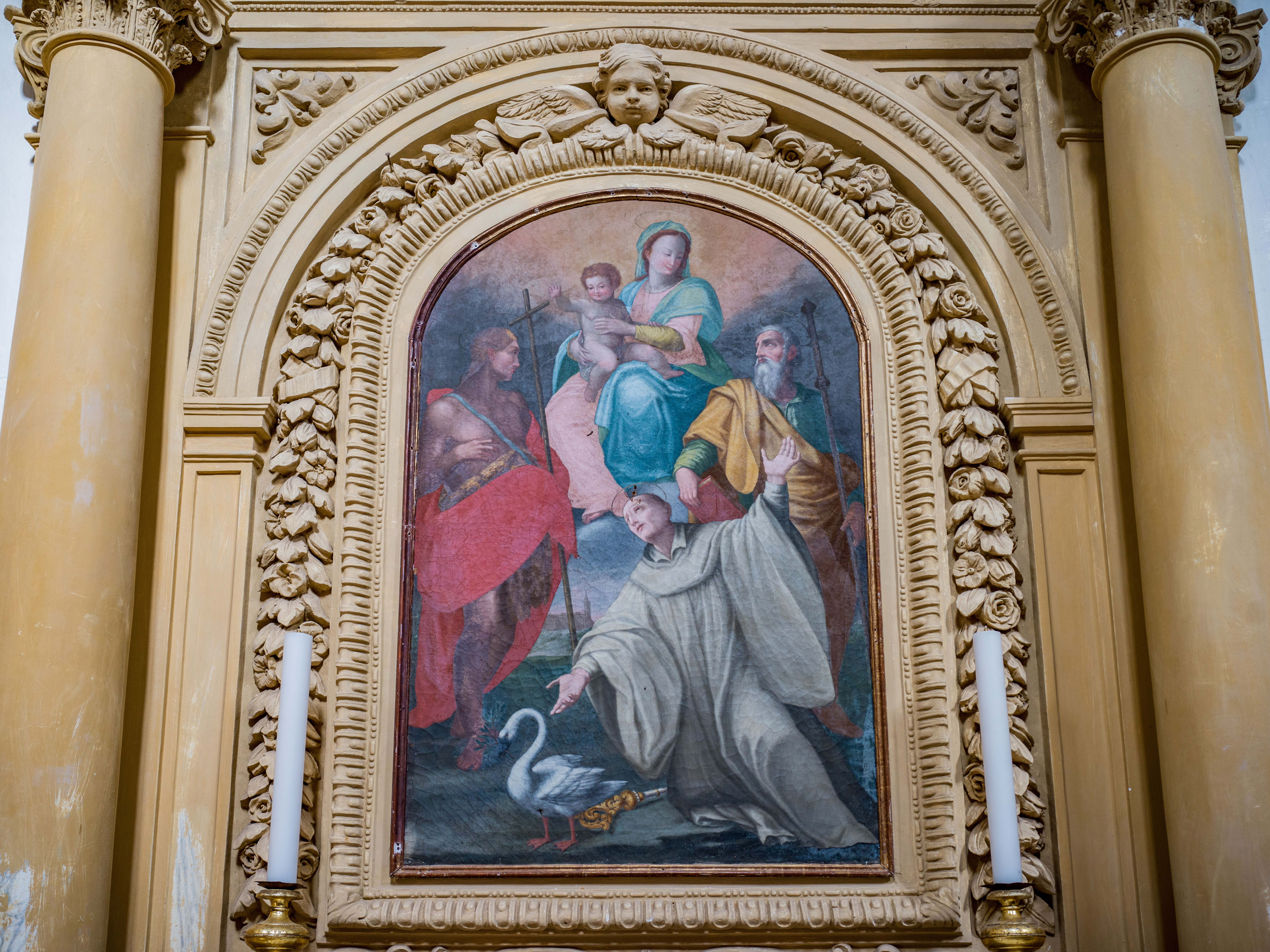
Pala con San Bernardo.
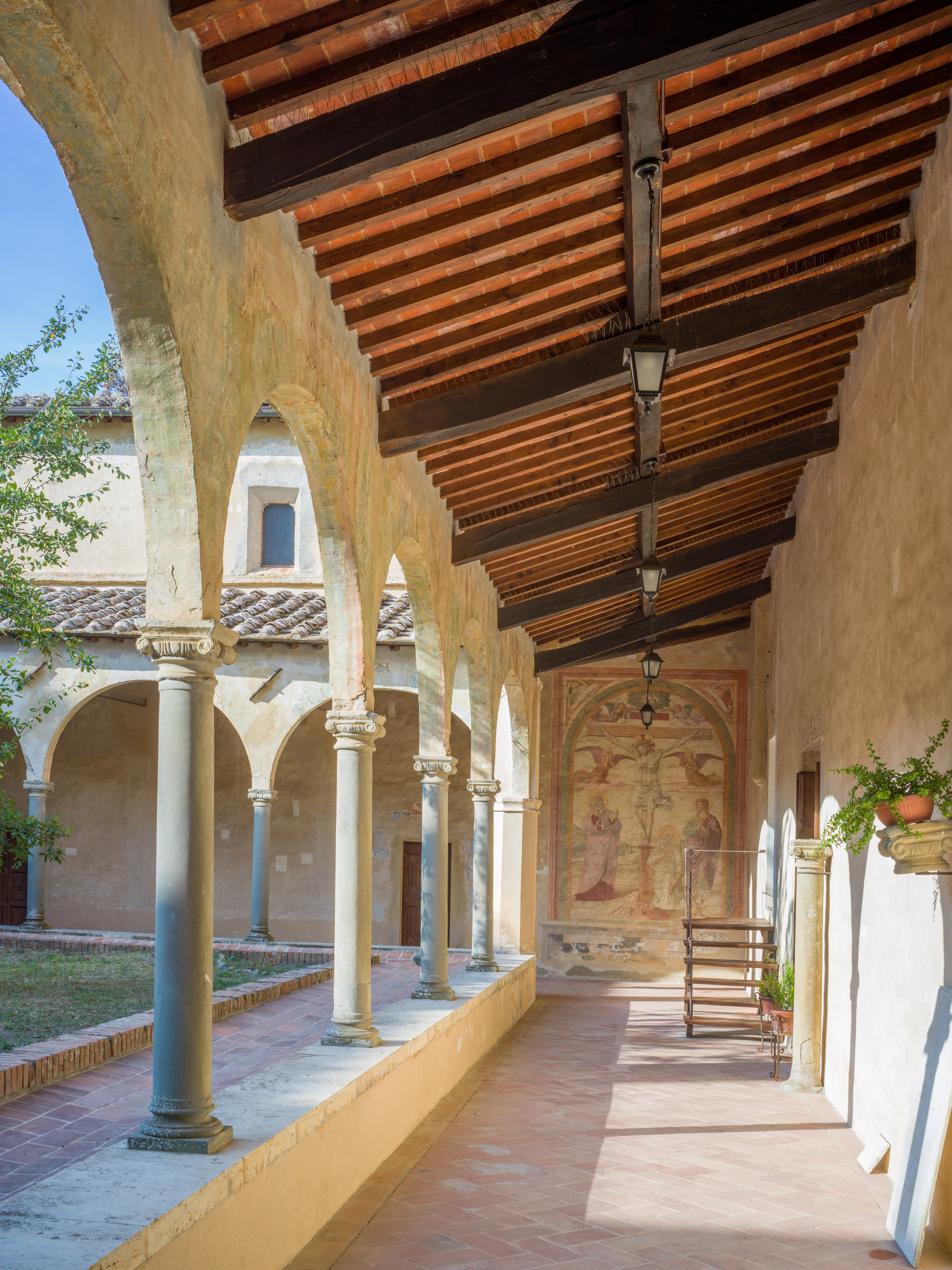
Chiostro.
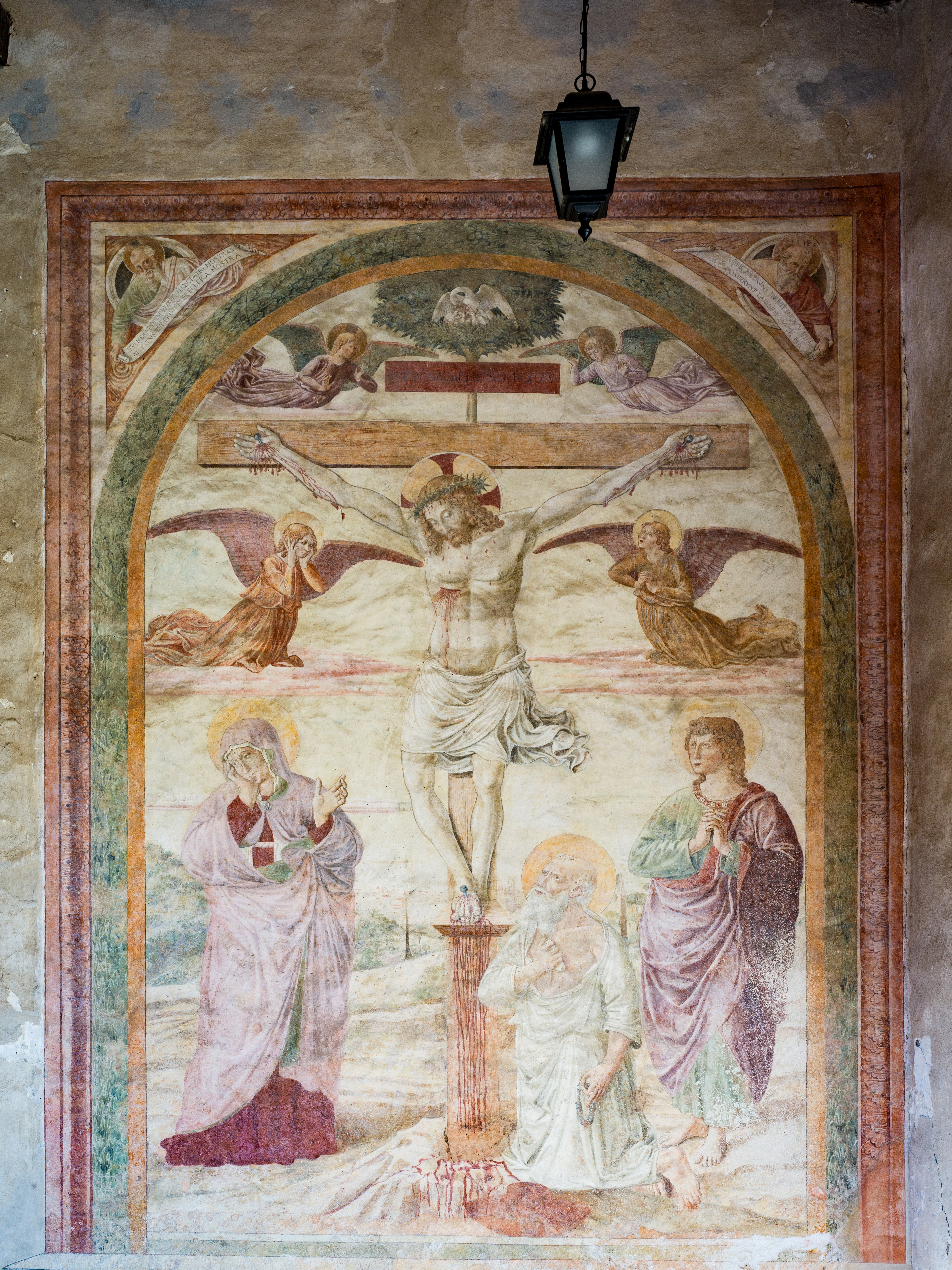
Crocifissione attribuita alla bottega di Benozzo Gozzoli.